# كريستوف لاندرين
كريستوف لاندرين (بالفرنسية: Christophe Landrin)‏ (مواليد 30 يونيو 1977 في مدينة روبيه - فرنسا) لاعب كرة قدم فرنسي يلعب حاليا لصالح نادي الدرجة الأولى سانت إتيان الفرنسي منذ 2006 في مركز الوسط المحوري . .

## روابط خارجية
- كريستوف لاندرين على موقع رابطة كرة القدم الفرنسية للمحترفين (الإنجليزية)
- كريستوف لاندرين على موقع قاعدة بيانات كرة القدم.إي يو (الإنجليزية)
- كريستوف لاندرين على موقع ليكيب (الفرنسية)
- كريستوف لاندرين على موقع عالم كرة القدم.نت (الإنجليزية)
- كريستوف لاندرين على موقع كووورة